# Monticellite

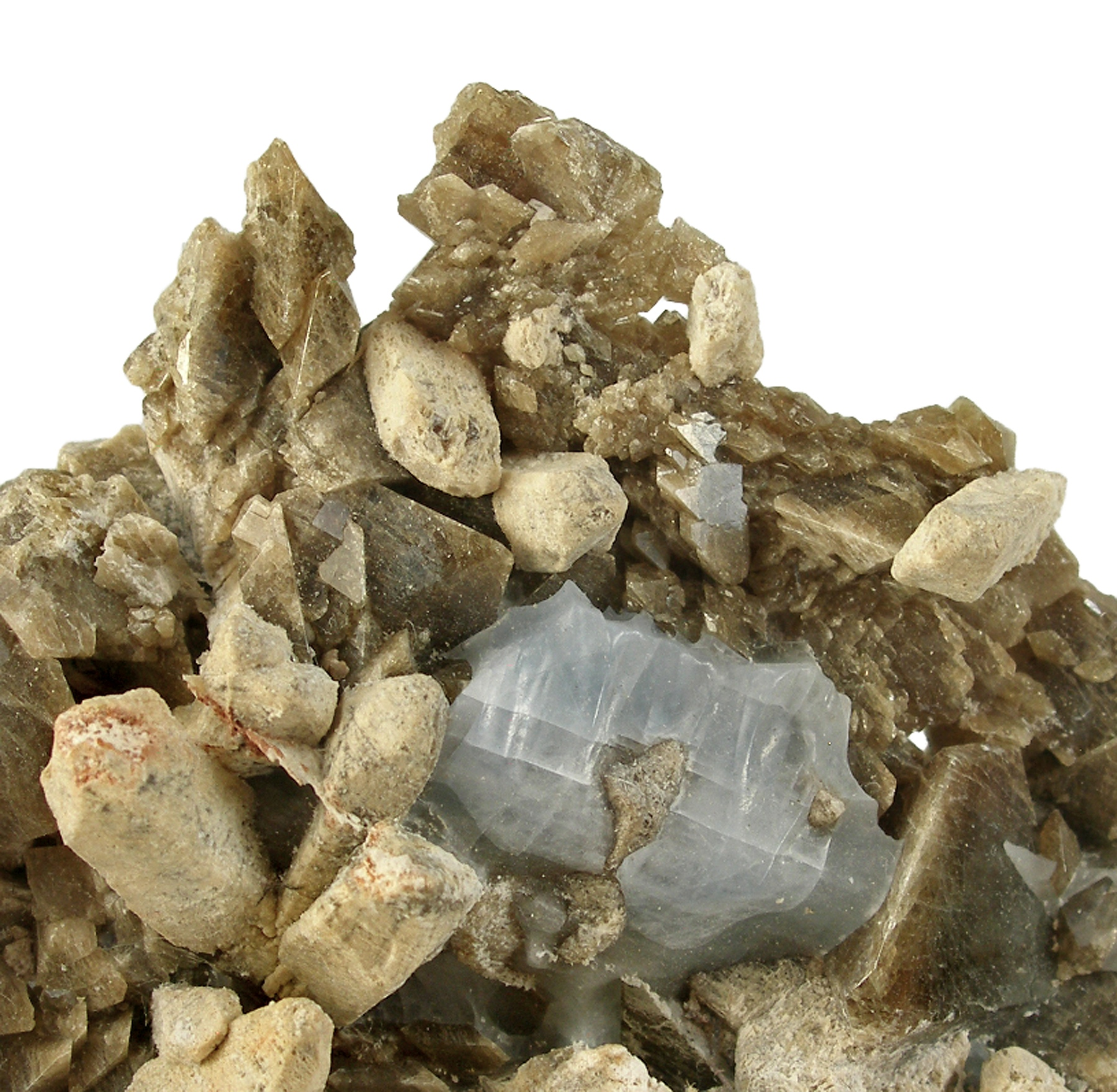

Monticelite é um mineral que possui fórmula estrutural CaMgSiO4. É um mineral pertencente ao grupo das olivinas e se cristaliza no sistema ortorrômbico.